# Samvittighedsfange
Samvittighedfange er et udtryk som blev opfundet af Amnesty International i begyndelsen af 1960'erne. Det bruges om enhver person som er fængslet eller på anden måde forhindret i at udtrykke sig på grund af sin race, religion, hudfarve, sprog, seksuelle orientering, eller politiske eller filosofiske overbevisning, al den tid vedkommende ikke selv har udøvet eller støttet brug af vold.